# Bibi Torriani
Riccardo "Bibi" Torriani, född 1 oktober 1911 i Sankt Moritz, död 3 september 1988 i Chur, var en schweizisk ishockeyspelare.
Torriani blev olympisk bronsmedaljör i ishockey vid vinterspelen 1928 och 1948, båda avhållna i Sankt Moritz. Torriani deltog även vid vinterspelen 1936, men det schweiziska laget avancerade ej vidare från gruppspelet (en vinst, två förluster).
Han vann också silver i uppvisningssporten skidkörning vid de olympiska spelen i St. Moritz 1928 samt blev silvermedaljör vid världsmästerskapen i rodel 1957 i Davos. Torriani fick också äran att svära den olympiska eden i St. Moritz 1948.